# Натача Діас Агілера
Пані Натача Діас Агіле́ра (Natacha Díaz Aguilera) (12 серпня 1966, Гавана, Куба) — кубинський дипломат. Надзвичайний і Повноважний Посол Республіки Куба в Україні (з 2020).

## Життєпис
Народилася 12 серпня 1966 року у місті Гавана, Куба. Підготовчі курси при Одеському політехнічному інституті (1984—1985); Московський енергетичний інститут, факультет автоматизації термоенергетичних процесів та виробництва в ядерній сфері (1985—1991); Гаванський університет, економічний факультет, магістр ділового адміністрування (1998—2000); Інвестиційний курс в Академії державного управління при Президенті Китайської Народної Республіки (2005). Володіє російською та португальською мовами.
У 1991—1995 рр. — фахівець з термоенергетики в лабораторії з дослідження морської енергії Кубинського інституту гідрографії.
У 1996—1997 рр. — завідувач відділу економічної статистики Національного бюро статистики міста Гавана, Куба.
У 1998 році спеціаліст Національного бюро зон вільної торгівлі на Кубі.
У 1998—2000 рр. — спеціаліст з ринку кубинської компанії-експортера цукру «CUBAZUCAR» Міністерства зовнішньої торгівлі Куби (MINCEX).
У 2000—2002 рр. — спеціаліст з комерційної політики MINCEX.
У 2003—2006 рр. — директор спільного бізнесу та інвестицій у MINCEX.
У 2007—2008 рр. — перший секретар Посольства Республіки Куба в Алжирі.
У 2008—2011 рр. — спеціаліст відділу «Європа» Міністерства закордонних справ Куби.
У 2011—2013 рр. — Міністр-радник, керівник торговельно-економічного відділу Посольства Куби в Мінську, Білорусь.
У 2014—2016 рр. — Міністр-радник, Заступник посла, Посольства Куби в РФ. Тимчасова повірена у справах Куби в РФ.
У 2016—2018 рр. — спеціаліст відділу «Європа та Канада» Міністерства закордонних справ Куби.
У 2018—2019 рр. — Тимчасова повірена у справах Куби в Україні.
У вересні 2019 року призначена Надзвичайним і Повноважним Послом Республіки Куба в Україні. 15 квітня 2020 року вручила вірчі грамоти Президенту України Володимиру Зеленському.